# Strumyani
Strumyani é um município da Bulgária localizado na província de Blagoevgrad.

## Demografia
O município de Strumyani possui 5.787 habitantes (31/12/2010), sendo 2.821 homens e 2.966 mulheres. 100% da população é considerada rural.

## Localidades
| - Dobri Laki - Drakata - Goreme - Gorna Krushitsa - Gorna Ribnitsa - Igralishte - Ilindentsi - Kamenitsa - Klepalo - Karpelevo - Kolibite | - Mahalata - Mikrevo - Nikudin - Palat - Razdol - Sedelets - Strumyani (sede) - Tsaparevo - Velyushtets - Vrakupovitsa |